# Julie Gavras
Julie Gavras ist eine französische Filmregisseurin und Drehbuchautorin.
Sie ist die Tochter des Regisseurs Constantin Costa-Gavras und Schwester des Regisseurs Romain Gavras. Sie studierte Literatur und Jura und begann danach, als Regieassistentin zu arbeiten. Sie arbeitete mit verschiedenen Regisseuren aus Frankreich und Italien zusammen, auch mit ihrem Vater bei seinem Film Der Stellvertreter.
Sie führte Regie bei einigen Dokumentationen, die unter anderem auf ARTE ausgestrahlt wurden. Ihr Dokumentarfilm Le corsaire, le magicien, le voleur et les enfants erschien 2002 in französischen Kinos. Ihr erster Langspielfilm Fidel ist schuld (La faute à Fidel!) erschien 2006. Ihr Film Late Bloomers mit Isabella Rossellini, William Hurt, Joanna Lumley und Simon Callow wurde 2011 bei den 61. Internationalen Filmfestspielen Berlin gezeigt. Für beide Filme schrieb sie auch das Drehbuch.
In zwei von Costa-Gavras’ Filmen – Die Axt und Eden is West – hatte Julie Gavras kleinere Auftritte als Schauspielerin.

## Filmografie
- 2002: Le corsaire, le magicien, le voleur et les enfants (Regie und Kamera)
- 2005: Die Axt (Le couperet) (Darstellerin)
- 2006: Fidel ist schuld (Regie und Drehbuch)
- 2009: Eden is West (Darstellerin)
- 2011: Late Bloomers (Regie und Drehbuch)
- 2018: Les bonnes conditions (Fernsehdokumentation; Regie und Drehbuch)